# Selve
Selve (in croato Silba) è un'isola della Croazia situata tra Premuda e Ulbo, a ovest di Pago.
Amministrativamente appartiene alla città di Zara, nella regione zaratina e fa parte delle isole Liburniche meridionali.

## Geografia fisica
Selve è situata nella parte occidentale dell'arcipelago delle isole Liburniche meridionali; è bagnata a ovest dal canale di Selve (Silbanski kanal) che la separa da Premuda, a nord dal canale del Quarnarolo (Kvarnerička vrata), a est dal canale di Ulbo (Olipski kanal) e a sud dal mare di Puntadura (Virsko more). L'isola dista 5,5 km da Premuda e 1,77 km da Ulbo. Nel punto più ravvicinato, punta Jurisnizza (rt Jurišnica) lungo la costa dalmata, dista dalla terraferma 29,7 km.
Selve è un'isola dalla forma allungata e irregolare, orientata in direzione nordovest-sudest e simile ad un otto schiacciato e molto stirato al centro. Misura 8,3 km di lunghezza e 3,3 km di larghezza massima nella parte settentrionale. Ha una superficie di 14,271 m² e uno sviluppo costiero di 26,239 km. Al centro della parte settentrionale, sul monte Perino o monte Strasiza (Varh), raggiunge un'elevazione massima di 82,8 m s.l.m..
Le estremità dell'isola sono: punta Sammotorazzo o punta Otrin (rt Samotvorac) a nord, punta Arat di Levante (rt Arat) a est nella zona di Veli kus, punta Arat di Ponente (rt Južni Arat) a sud e punta Borci (rt Borci) a ovest.

### Coste

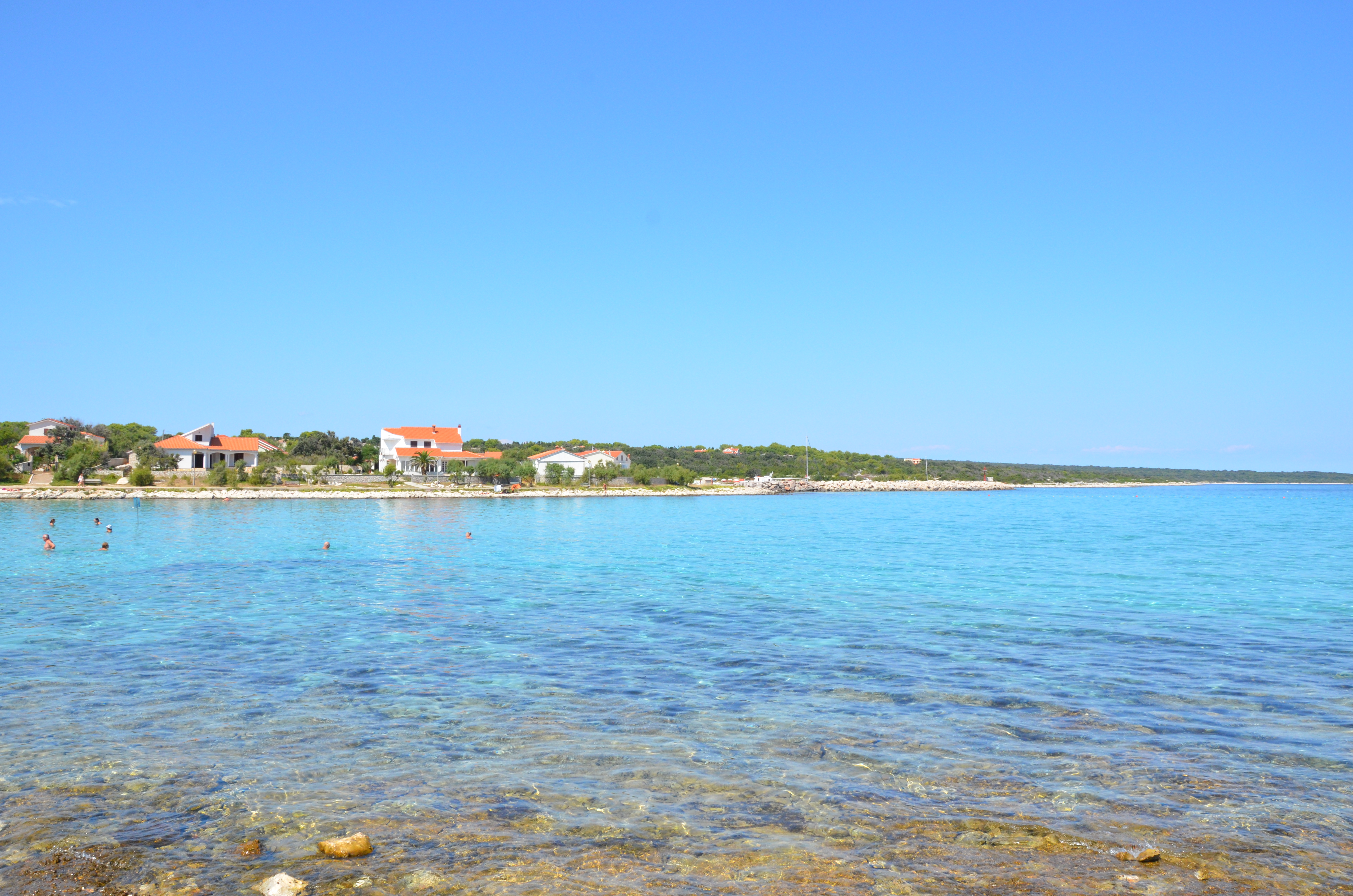
Le acque di uvala Šotorišće con alcune case e parte del Porto di Selve

Le coste di Selve hanno un coefficiente d'indentazione di 1,97. Il versante orientale ha meno prominenze ed è più lineare rispetto a quello occidentale ricco di insenature ritratte e protette. Le coste sono principalmente basse, calcaree e rocciose, con alcuni tratti in cui si possono trovare spiagge sabbiose o di ciottoli. Le insenature sono spesso estuari inondati di doline trasversali e longitudinali o di piccole doline secche. Formazioni rocciose di un certo rilievo si trovano solo a sudovest nella zona pietrosa di Vele stene e in poche altre parti, specialmente in presenza di piccole scogliere o superfici anomale. La scogliera di Vele stene, in particolare, è stata creata dall'azione abrasiva delle onde sugli strati calcarei delle rocce più soffici che si sono sfaldate più facilmente, creando nel contempo scogli e massi semisommersi.
Tra i promontori, oltre alle già citate estremità, sono degni di nota:
- punta Carfù[1][6][17] (rt Karf)[11], nella parte nordorientale di Selve;
- punta Marta[6] rt Marta[11], punta situata lungo la costa orientale poco a sudest del villaggio di Selve;
- punta Mavrova[1][6] (rt Mavrov)[11], nella parte sudoccidentale di Selve;
- rt Pocukmarak[11], punta situata lungo la costa occidentale poco a sudovest del villaggio di Selve;

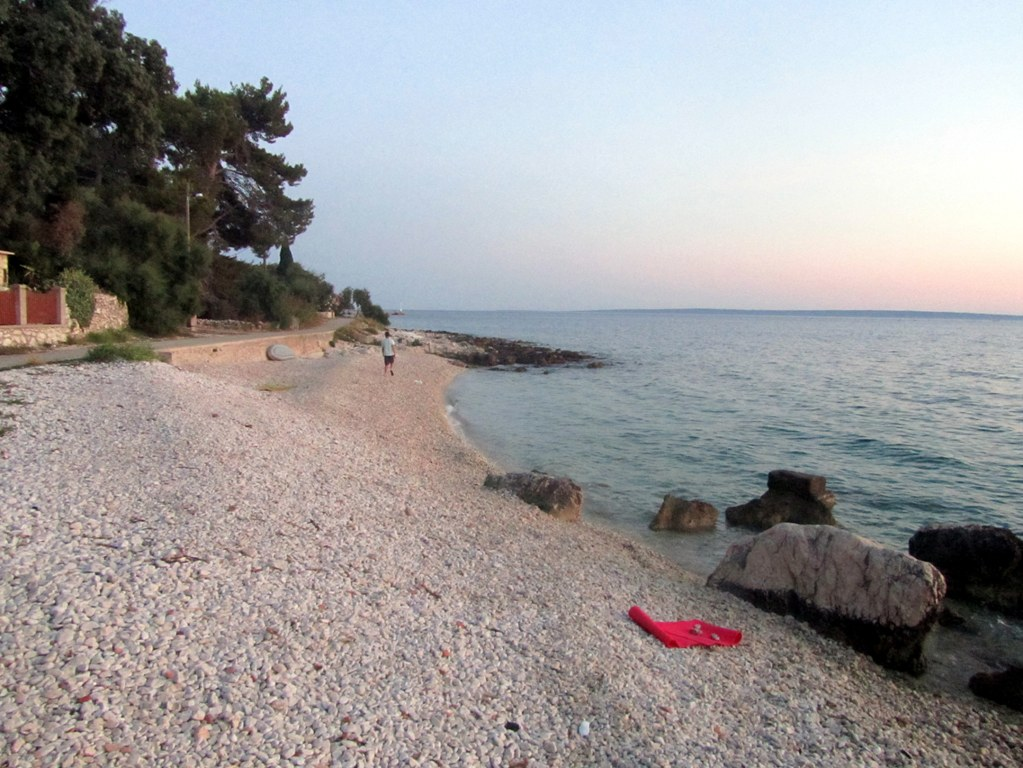
Spiaggia poco a nord di Čarpusina uvala

Le insenature principali sono invece:
- il Porto[1], porto Selve[27] o Porto a est[28] (luka Silba o Mul)[11], insenatura nella parte centro-orientale dell'isola su cui si affaccia il villaggio di Selve;
- uvala Šotorišće[11], insenatura poco a sud del Porto;
- valle Nosdre[6][29] (Nozdre)[11], insenatura che si apre verso sudest, a nord di punta Arat di Levante, nella zona di Veli kus;
- valle Slatina[30] (uvala Slatina)[11], insenatura nella parte sudoccidentale di Selve;
- uvala Mavrova[11], insenatura che si apre a est-sudest della punta omonima;
- porto Sant'Antonio d'Ostro[27] (Južni porat)[11], chiamato talvolta semplicemente porto Sant'Antonio insieme a luka Sveti Ante[1], è un'insenatura poco a nord di punta Mavrova.
- porto Sant'Antonio[1][6][27][31] o valle Sant'Antonio[28] (luka Sveti Ante)[11], ampia insenatura nella parte sudoccidentale di Selve;
- uvala Pocukmarak[11], insenatura nella parte centro-occidentale dell'isola a nord dsu cui si affaccia parte del villaggio di Selve;
- Rada di Selve[32] (sidrište Žalić)[11], comprende le insenature di Žalić, l'altro porto di Selve, e di Čarpusina uvala;
- porto Papranica[33], valle Papraniza[7] o valle Papreccizza[6][34] (luka Papranica)[11], ampia insenatura a nord della rada di Selve;
- valle Loischie[7] o valle Loischia[6] (uvala Lojišće)[11], insenatura a ovest di porto Papranica;
- valle Boschi[7] o valle Boszi[6] (uvala Borci)[11] e valle Penaziza[7] o valle Pernasizza[6] (uvala Pernestica)[11], insenature rispettivamente a sud e a nord di punta Borci.

### Geologia e orografia
Selve è composta principalmente da rocce carbonatiche, calcari e dolomiti. La superficie della maggior parte dell'isola è segnata da pieghe anticlinali che si sviluppano in direzione dinarica, i cui vertici possono essere identificati sulla linea che va dal monte Perino fino a monte Selve (Mahova). Una più piccola parte della superficie è caratterizzata da pieghe sinclinali, su un asse che va da valle Penaziza a valle Loischie, nella zona nordoccidentale, per poi continuare nella zona di Ugljenica, tra rt Pocukmarak e rt Škar, a sudovest del villaggio di Selve.
Le pieghe anticlinali visibili in superficie sono composte da calcari con depositi di dolomite risalenti al Turoniano-Senoniano, e allo stesso tempo da strati orizzontali di gesso. Queste masse dolomitiche hanno contribuito alla formazione di una modesta superficie agricola. In alcune zone, come valli e doline, si trova un suolo di terra rossa.

I settori sinclinali sono invece composti da calcari con presenza di foraminiferi risalenti all'Eocene medio-inferiore e negli strati più bassi degli stessi calcari è possibile trovare traccia di depositi di flysch del Medio Eocene. I calcari foraminiferi sono legati a rocce di arenarie e marne.

La composizione petrografica dei calcari turoniani-senoniani è caratterizzata da un elevato contenuto di carbonato di calcio (oltre il 95%). Nelle parti superficiali si trovano soprattutto fossili di rudiste del genere Hippurites o Hippuritella, mentre in quelli inferiori è più facile incontrare fossili di rudiste della famiglia Radiolitidae.

I calcari dell'Eocoene sono invece caratterizzati da strutture microcristalline con un alto contenuto di calcio (95-97%) e dalla presenza di numerosi foraminiferi, di generi o famiglie come Nummulites, Alveolina e Miliolida. Sono presenti anche elementi di macrofauna come ostriche, etc.

Negli strati di flysch, associati spesso a marne, arenarie e glauconiti e che formano una sottile sezione trasversale nei calcari foraminiferi dell'Eocene, sono stati trovati fossili di nummuliti e di Globigerina bulloides e G. cf. trilobus.
Geomorfologicamente, Selve è un'isola bassa e abbastanza uniforme, dove la stretta parte centrale è anche la parte più bassa e unisce le due circonferenze dell'otto. L'altezza media si aggira attorno ai 35 m s.l.m.

La parte settentrionale è la più ampia ed elevata: oltre al monte Perino (Varh), cima più alta dell'isola, si trovano i rilievi di Otrinj (48 m) e di Šijakovac (64 m). A sud si innalza invece il monte Selve (Mahova) che raggiunge i 39,3 m.

#### Pedologia
A causa del substrato carbonatico e dei significativi processi di dilavamento ed erosione avvenuti nel corso di millenni, su Selve prevale un tipo di suolo poco profondo che poggia su strati di calcare e dolomite. Si tratta in prevalenza di calcicombisol e di terra rossa con alcuni tratti, nel nordovest, di terra nera (calcimelanosol). Sono stati identificati anche tre tipi di suolo forestale: roccioso (litosol), rendzina su calcare eroso e suolo bruno su calcare e dolomite. Quest'ultimo si può suddivire a suo volta in terra rossa (presente soprattutto nelle valli, nei pressi delle insenature e nelle doline), terra nera calcareo-dolomitica e suolo antropogenico.

Caratteristica comune a tutti i tipi di suolo è la carsicità e la pietrosità del terreno e lo scarso contenuto di humus (1-6%). In suoli così poco spessi (20–70 cm), le acque scivolano per il poco filtraggio o penetrano rapidamente nel sottosuolo.

### Idrografia
Su Selve non ci sono corsi d'acqua permanenti, gli unici flussi registrabili sono quelli dell'intricato sistema carsico del sottosuolo. Le piogge che cadono durante l'anno filtrano rapidamente nel sottosuolo in cavità e canali che si trovano anche sotto il livello del mare portando, soprattutto d'estate, a problemi di approvvigionamento idrico per la popolazione. Considerata l'elevata evaporazione, il coefficiente di deflusso sull'isola è di 0,22 su una media ideale di 0,62.
Selve conta comunque numerose pozze per la raccolta d'acqua piovana sparse per tutta l'isola e alcune polle d'acqua salmastra, che oggi sono in stato d'abbandono o inutilizzate, e diversi torrenti temporanei che si creano durante le forti piogge. Tra le più interessanti, una polla d'acqua salmastra che risale da 10 m, chiamata Zdenac e usata in passato come riserva idrica, si trova nei pressi dell'insenatura uvala Dobra voda, nel sudovest. Secondo i locali era l'acqua qualitativamente migliore dell'isola, tuttavia oggi non è più utilizzata e la pozza è quasi totalmente sommersa dalla vegetazione.

A est, vicino a valle Nosdre, si trova la più piccola pozza di Mali studenac, mentre a 10 m dalla costa di uvala Draga si trova la cisterna in muratura di Voda, dove si raccolgono le acque piovane, un tempo usate non solo come riserve idriche ma anche per scopi agricoli. Un ulteriore punto di raccolta d'acqua è Jama, 500 m a nord del monte Perino: durante le piogge intense si crea un corso d'acqua temporaneo che sfocia nell'insenatura di uvala Mala Smardeća, nel nord dell'isola. Un simile fenomeno accade anche nell'insenatura di uvala Vela Smardeća, dove però, le acque meteoriche che fluiscono dalle alture vicine, si raccolgono in una pozza (chiamata semplicemente Lokva, pozza) nelle vicinanze della costa.

### Clima
Il clima è quello tipico delle isole della regione zaratina (un clima mediterraneo chiamato talvolta "clima dell'olivo"): inverni miti e piovosi ed estati calde e secche che vanno ad influenzare direttamente il tipo di vegetazione. L'insolazione è elevata, tra le 2500 e le 2600 ore di sole annue, con un picco di radiazione emessa di 588 cal/(cm²·d) nel mese di luglio. La temperatura media annua si aggira attorno ai 15,4 °C, con picchi medi massimi di 24,5 °C a luglio e minimi di 7,5 °C a febbraio. Le minime e massime assolute registrate dalla stazione meteorologica di Selve sono i −5,9 °C del gennaio 1985 e i 35,1 °C del luglio 2003. Seppur cosa molto rara, si sono registrate anche due grandi nevicate, una nel 1929 e una nel 1996. Le precipitazioni medie annue sono di 938 mm con picchi di 133 mm a novembre e minimi di 39 mm a luglio e l'umidità media è del 72%. L'isola è esposta soprattutto a venti di nordest (grecale) o provenienti da est-nordest (vento più comune tra il 1991 e il 2006 con il 164‰ di frequenza annua), a venti di sudest (scirocco) e a venti di nordovest (maestrale). Normalmente, Selve è poco esposta alla bora ma quando questa colpisce, lo fa con violenza a causa dei pochi ostacoli naturali che incontra.

### Flora e fauna
L'intera isola e l'area sottomarina tutta attorno ad essa ricadono sotto due siti di importanza comunitaria.
La vegetazione è quella tipica del Mediterraneo, con estese leccete e una cinquantina di boschetti di pino d'Aleppo. Crescono comunemente olivi, fichi e mandorli, ma sono diffusi anche la vite, il melograno, il limone e il mandarino.
Piante comuni sono quelle della macchia mediterranea come il corbezzolo, il mirto, il ginepro rosso e la ginestra odorosa. Tra le piante della gariga sono maggiormente diffuse l'alloro, l'origano, il rosmarino e il finocchio ma si trovano anche la salvia, la calendola, la menta, la lavanda officinale, l'iperico, la melissa, l'artemisia comune, la ruta comune e il lichene islandico.
Come piante ornamentali è facile osservare il ciclamino primaverile, l'oleandro, la Yucca aloifolia, lo zafferanastro giallo, la tamerice a fiori piccoli e diverse altre.
Nelle acque limitrofe ci sono degli importanti letti di Posidonia oceanica.
Su Selve nidificano 15 specie di uccelli. Le più comuni sono il fagiano, la rondine e la sterpazzolina, ma si incontrano anche succiacapre, rondoni, il falco di Eleonora, il verzellino, la ballerina bianca, lo zigolo giallo, il passero domestico, la cornacchia grigia, la cinciallegra e il tordo.
Nelle acque attorno all'isola sono presenti 48 specie di pesci, 2 di cefalopodi e 7 di crostacei. Tra le più comuni, lo scorfano nero, il tordo pavone, il fragolino, la triglia di scoglio e la seppia.

### Isole adiacenti
- Školjić[11][49], piccola roccia situata nella zona di Vele stene[50], a nordovest di porto Sant'Antonio e 37 m dalla costa occidentale di Selve, alta circa 3 m s.l.m. La zona è punteggiata di altre piccole rocce[50]. 44°21′32.5″N 14°41′42.5″E
- Benzina[11][49], roccia semisommersa (0–-1 m s.l.m.) nei pressi di punta Arat di Ponente su cui si trova un faro. 44°20′45.6″N 14°43′11.2″E

## Storia
Abitata da tribù illirche in antichità, del cui passaggio rimangono le rovine di un castelliere nella zona di Veli Stinam, fu occupata in seguito anche dai romani. Il nome deriva infatti dal latino silva (foresta). In epoca bizantina, Costantino Porfirogenito la citava come Σελβω (Selbo), e talvolta la si trova menzionata come Selbon; nel medioevo diviene invece Silvun.
Tra l'VIII e il X secolo Selve fu occupata dai Croati. L'isola viene citata per la prima volta nel IX secolo. Nell'827 apparteneva alla municipalità di Zara e fu poi venduta nel 1073 dal re Petar Krešimir IV di Croazia al monastero benedettino di Santa Maria, sempre a Zara, forse per volontà della badessa Čika Dujmova, sua cugina o forse sua sorella. Successivamente passò sotto la Repubblica di Venezia che, nel 1639, la vendette al capitano Francesco Soppe per 12350 ducati. Al XVI-XVII secolo risalgono alcune torri costruite per difendersi dalle scorrerie degli Uscocchi. Fu poi acquistata dalla famiglia veneziana dei Morosini che tassò gli abitanti di 2000 lire venete annue fino al 1838 quando vendette l'isola al ricco Marco Ragusino da Lussingrande per 28500 lire austriache. Questi non si accontentò dell'importo annuo, ma pretese un quarto dei beni prodotti dall'isola, scatenando una causa legale con gli abitanti che durò 13 anni. Alla conclusione della causa il Ragusino cedette l'isola agli abitanti per un importo di 5025 talleri bavaresi.
Dopo la prima guerra mondiale, con il trattato di Rapallo del 1920 l'isola fu assegnata al Regno dei Serbi, Croati e Sloveni. Occupata dal 1941 al 1943 dal Regno d'Italia durante la seconda guerra mondiale, fu restituita alla Repubblica Jugoslava fino alla proclamazione di indipendenza della Croazia.

## Geografia antropica

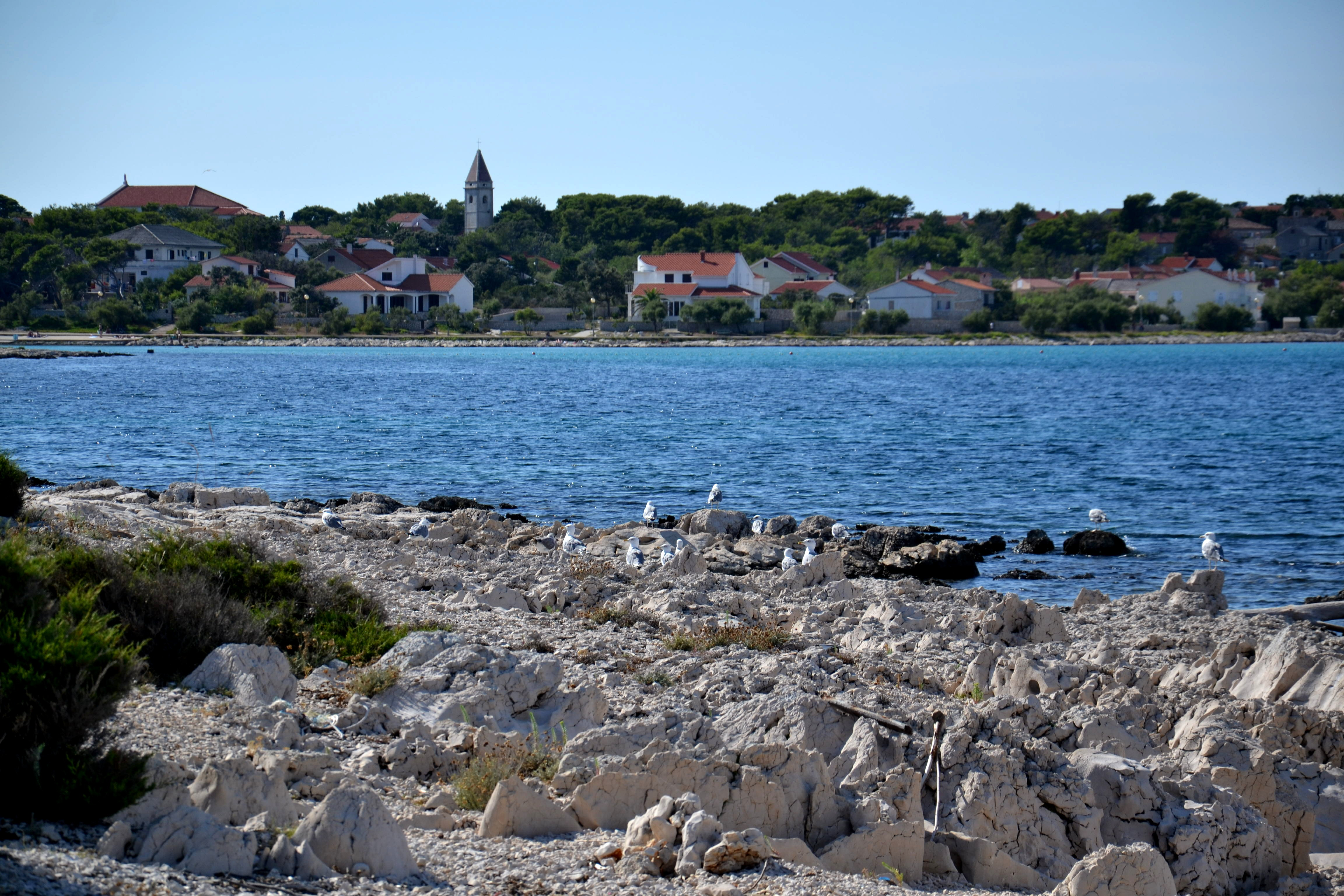
Profilo del villaggio di Selve dal versante orientale dell'isola

Al censimento 2011 Selve contava 292 abitanti residenti nel centro omonimo al centro dell'isola.

### Infrastrutture e trasporti
A causa delle strade strette, sull'isola non sono permesse le automobili. Anche le biciclette sono utilizzate unicamente dai residenti nei mesi non turistici.

Selve è dotata di due porti principali: uno sulla costa orientale (Mul) dove attraccano imbarcazioni locali (o il catamarano in caso di brutto tempo) e Žalić, sul versante occidentale dove attraccano i traghetti. Ci sono due linee di traghetti che servono Selve, una per soli passeggeri e l'altra anche per veicoli (nonostante non possano sbarcare). Entrambe partono da Zara ma, mentre la linea per soli passeggeri è giornaliera, quella per veicoli lo è solo a giugno e a settembre (serve 6 giorni su 7 a luglio e ad agosto, e 4 giorni su 7 il resto dell'anno).

## Monumenti e luoghi di interesse

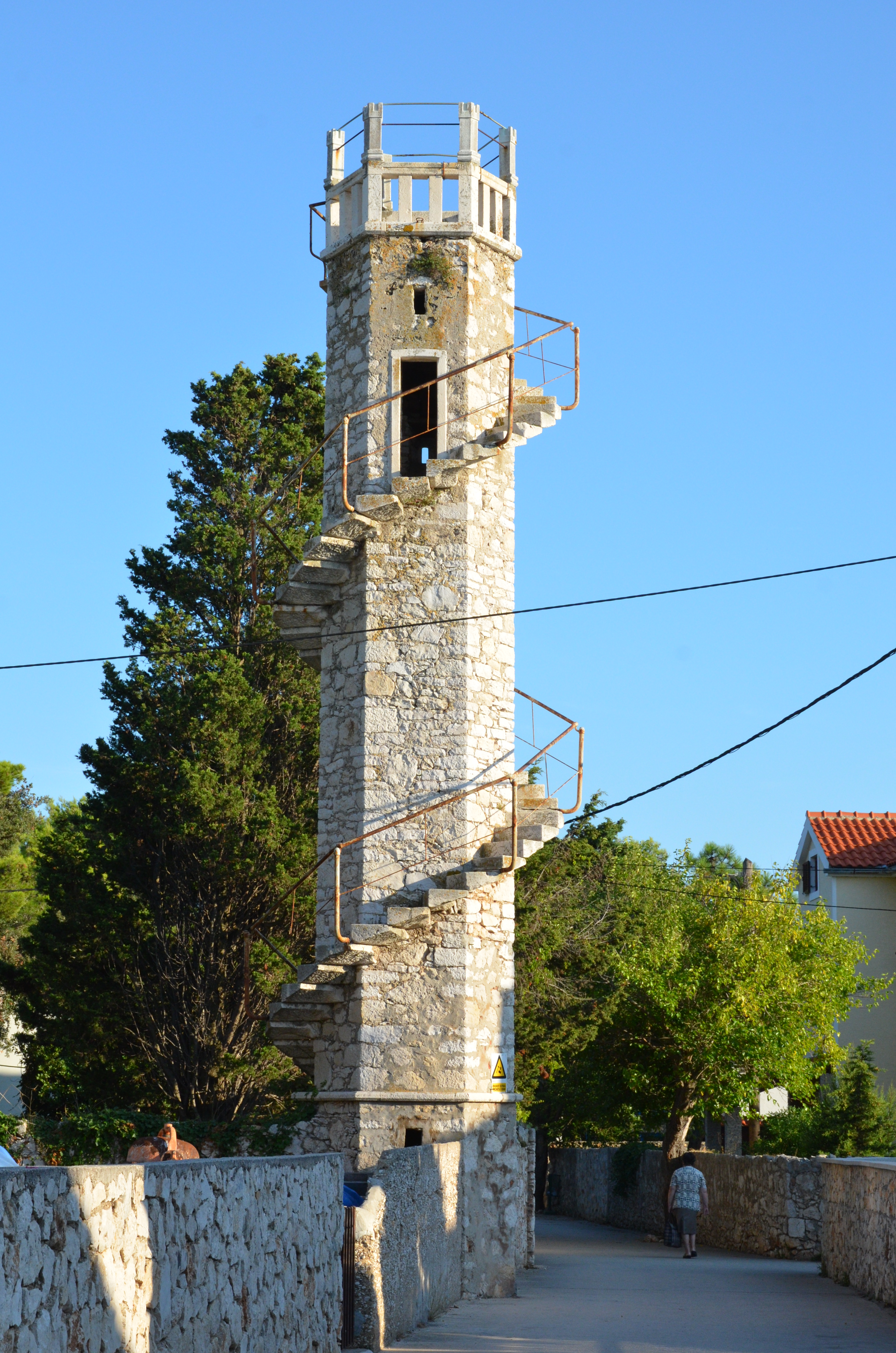
La "Torretta Marinich" al centro del villaggio di Selve

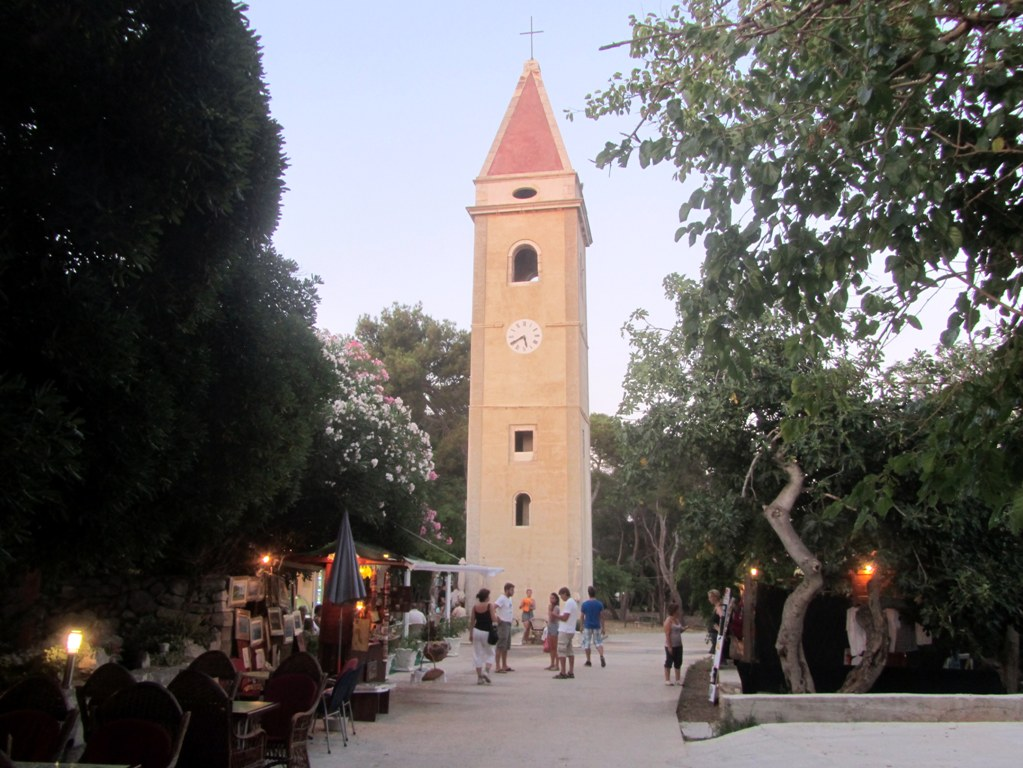
Il campanile nella piazza centrale di Selve

Uno dei simboli di Selve è la “Torretta Marinich”, una torre d’osservazione esagonale, alta 15 m, con una scala esterna a spirale. Fu costruita dal Podestà, Capitano Pietro Marinich (1816-1897), nel giardino della casa di famiglia eretta nel 1872, poi corredata dalla cappella consacrata nel 1894.

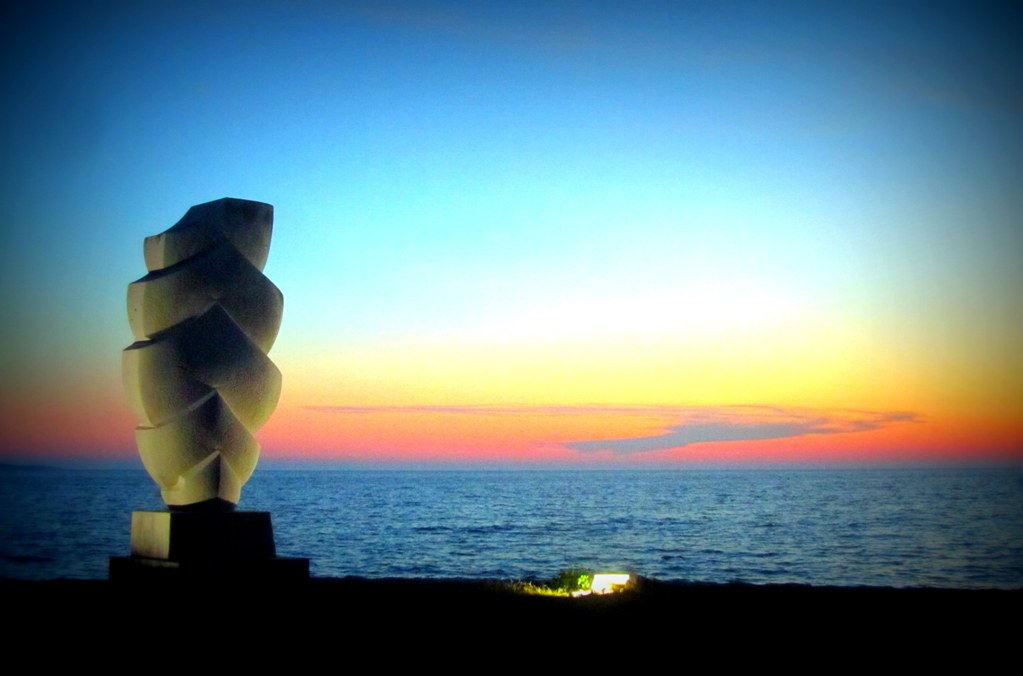
La scultura "Le vele"

Il piccolo villaggio e i suoi dintorni ospitano sei chiese. La più antica è quella di San Giovanni (Sveti Ivan), costruita e finanziata dalla famiglia Matkovic nel tardo XVI secolo: si trova nella parte settentrionale del villaggio e andava a rimpiazzare la chiesa di San Pietro che si trovava in quello stesso sito dal X secolo. Tra il centro di Selve e la chiesa di San Giovanni, si trova la chiesa di Santa Maria del Carmelo (Gospa od Karmena) del 1660 voluta, insieme al vicino monastero, dai fratelli Paulina. Al centro del villaggio, 50 m l'una dall'altra, si trovano la parrocchia di Santa Maria (Sveta Marija), iniziata a costruire nel 1799 e terminata nel 1839, il vicino campanile e la chiesa di Santa Maria della Tristezza del 1758. La chiesa di San Marco (Sveti Marko) si trova a sud del villaggio e al centro del cimitero locale, non lontana dall'insenatura uvala Pocukmarak che prende il nome proprio dalla chiesa. Voluta dal mercante Antonio Ventura dopo essersi salvato da una tempesta, fu costruita nel 1637v. Infine la chiesa di Sant'Antonio si trova di fronte all'insenatura omonima e risale alla metà del XVIII secolo. Esclusa la parrocchia di Santa Maria, le altre chiese sono in cattive condizioni e vengono usate raramente.
Poco a nord del porto di Žalić si trova il monumento Le vele dello scultore Šime Vulas, dedicato ai marinai, pescatori e capitani morti in mare.
Vicino alla chiesa di Santa Maria si trova la galleria d'arte Marija Ujević Galetović, strutturata come un parco in cui sono esposte numerose opere di scultori di origine isolana.
Altro sito interessante è il museo archeologico sottomarino nell'insenatura uvala Pocukmarak. A soli tre metri di profondità è possibile osservare un sarcofago del IV-VI secolo a.C., indice della presenza romana sull'isola.

### Cartografia
- (HR) Mappa topografica della Croazia 1:25000, su preglednik.arkod.hr.
- Carta di cabottaggio del mare Adriatico, foglio V, Milano, Istituto geografico militare, 1822-1824. URL consultato il 28 aprile 2017 (archiviato dall'url originale il 23 agosto 2021).
- G. Giani, Carta prospettiva delle Comuni censuarie della Dalmazia, foglio 2, 1839. Fondo Miscellanea cartografica catastale, Archivio di Stato di Trieste.